# Раєн Вітні
Раєн Вітні (англ. Ryan Whitney; народився 19 лютого 1983 у м. Бостоні, Массачусетс, США) — американський хокеїст, захисник. 
Виступав за Бостонський університет (NCAA), «Вілкс-Барре/Скрентон Пінгвінс» (АХЛ), «Піттсбург Пінгвінс», «Анагайм Дакс», «Едмонтон Ойлерс», «Флорида Пантерс».
У складі національної збірної США учасник зимових Олімпійських ігор 2010. У складі молодіжної збірної США учасник чемпіонатів світу 2002 і 2003. У складі юніорської збірної США учасник чемпіонату світу 2001.
Срібний призер зимових Олімпійських ігор 2010. 